# Интеракт
Интеракт е програма на Ротари Интернешънъл за младежи на възраст между 12 и 18 години. Интеракт клубовете са спонсорирани от индивидуални Ротари клубове, осигуряващи им подкрепа и насоки, но са самоуправляващи се и самоиздържащи се.
Главните цели на Интеракт клубовете са, както помощ на обществото, която се осъществява чрез многобройните проекти на всеки клуб, така и изграждане на бъдещи лидери от членовете на клуба.

## История
Първият Интеракт клуб е основан на 5 ноември 1962 година от Ротари клуб Мелбърн, Флорида, САЩ. Два месеца по-късно е основан и първият Интеракт клуб извън САЩ — в Танджавур, Индия. Като една от най-важните и бързо развиващи се програми на Ротари, Интеракт днес има почти 200 000 младежи в повече от 10 700 клуба в 109 страни.

## Структура
Членството в Интеракт клубовете е много разнообразнo. Клубовете могат да бъдат големи. Членовете могат да са ученици само на едно учебно заведение или младежи от една общност.
Ръководния състав на всеки Интеракт клуб се нарича борд. В него влизат:
- Президент — Най-висш член на клуба. Ръководи и отговаря за цялостната дейност на клуба.
- Вицепрезидент — Работи като президент при отсъствие на такъв. Занимава се с второстепенни задачи в управлението на клуба.
- Секретар — Дясната ръка на президента. Води подробен отчет за дейността на клуба.
- Касиер/Ковчежник — Отговаря за събирането и разпределянето на финансите.

Бордът се сменя всяка година чрез гласуване за президент, който след това избира останалите членове от борда.
Интеракт клубовете от една страна са свързани помежду си чрез общия дистрикт. Дистрикта е добре организирана структура, имаща своите ръководители(също интерактори) и съгласуваща дейността на клубовете в него.

## Дейност
Всяка година Интеракт клубовете изпълняват проекти в помощ на обществото. Един от тях допринася за международното и междукултурно разбирателство. Посредством тези начинания, членовете развиват мрежа от приятели от местни и международни клубове и научават важността на:
- Равитието на лидерски качества и лично достойнство
- Проявяване на милосърдие и уважение към другите
- Разбиране на цената на личната отговорност и усилената работа
- Развитието на международно и междукултурно разбирателство

## Интеракт в България
Дистрикта на България е номер 2482. Интеракт в страната съществува вече над 10 години с 51 клуба и около 1000 члена.